# روجر دوماس
روجر دوماس (بالفرنسية: Roger Auguste Dumas)‏ هو موزع وملحن وشاعر فرنسي، ولد في 31 ديسمبر 1897 في ساليندريس في فرنسا، وتوفي في 15 يونيو 1951 في باريس في فرنسا.

## وصلات خارجية
- روجر دوماس على موقع IMDb (الإنجليزية)
- روجر دوماس على موقع ميوزك برينز (الإنجليزية)
- روجر دوماس على موقع ديسكوغز (الإنجليزية)
- روجر دوماس على موقع قاعدة بيانات الفيلم (الإنجليزية)